# جوزيف غراي
جوزيف غراي (بالإنجليزية: Joseph Gray)‏ هو عداء مسافات طويلة أمريكي، ولد في 20 يناير 1984.

## وصلات خارجية
- جوزيف غراي على موقع الاتحاد الدولي لألعاب القوى (الإنجليزية)
- جوزيف غراي على موقع الاتحاد الألماني للألترا ماراثون (الإنجليزية)
- جوزيف غراي على موقع رابطة إحصائيات سباق الطريق (الإنجليزية)
- جوزيف غراي على موقع الرابطة الدولية لركض المسار (الإنجليزية)